# Kionophyton pollardianum
Kionophyton pollardianum är en orkidéart som beskrevs av Szlach., Rutk. och Joanna Mytnik-Ejsmont. Kionophyton pollardianum ingår i släktet Kionophyton och familjen orkidéer. Inga underarter finns listade i Catalogue of Life.